# Automeris hesselorum
Automeris hesselorum är en fjärilsart som beskrevs av Ferguson 1972. Automeris hesselorum ingår i släktet Automeris och familjen påfågelsspinnare. Inga underarter finns listade i Catalogue of Life.